# Madárbirsfajok listája
Az alábbi lista a rózsafélék családjába tartozó madárbirs (Cotoneaster) nemzetség fajait sorolja fel.
- Cotoneaster acuminatus Lindl.

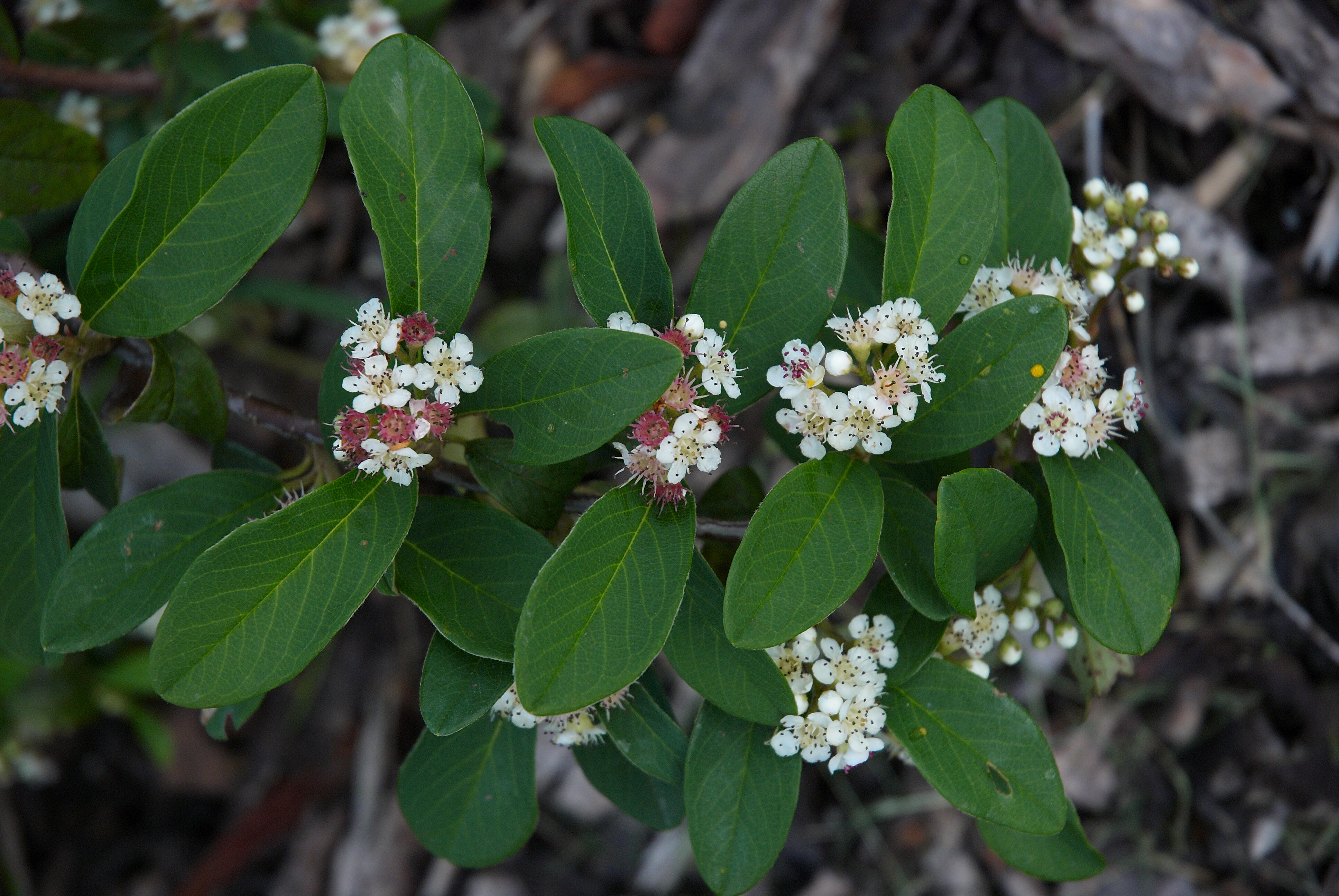
Cotoneaster salicifolius

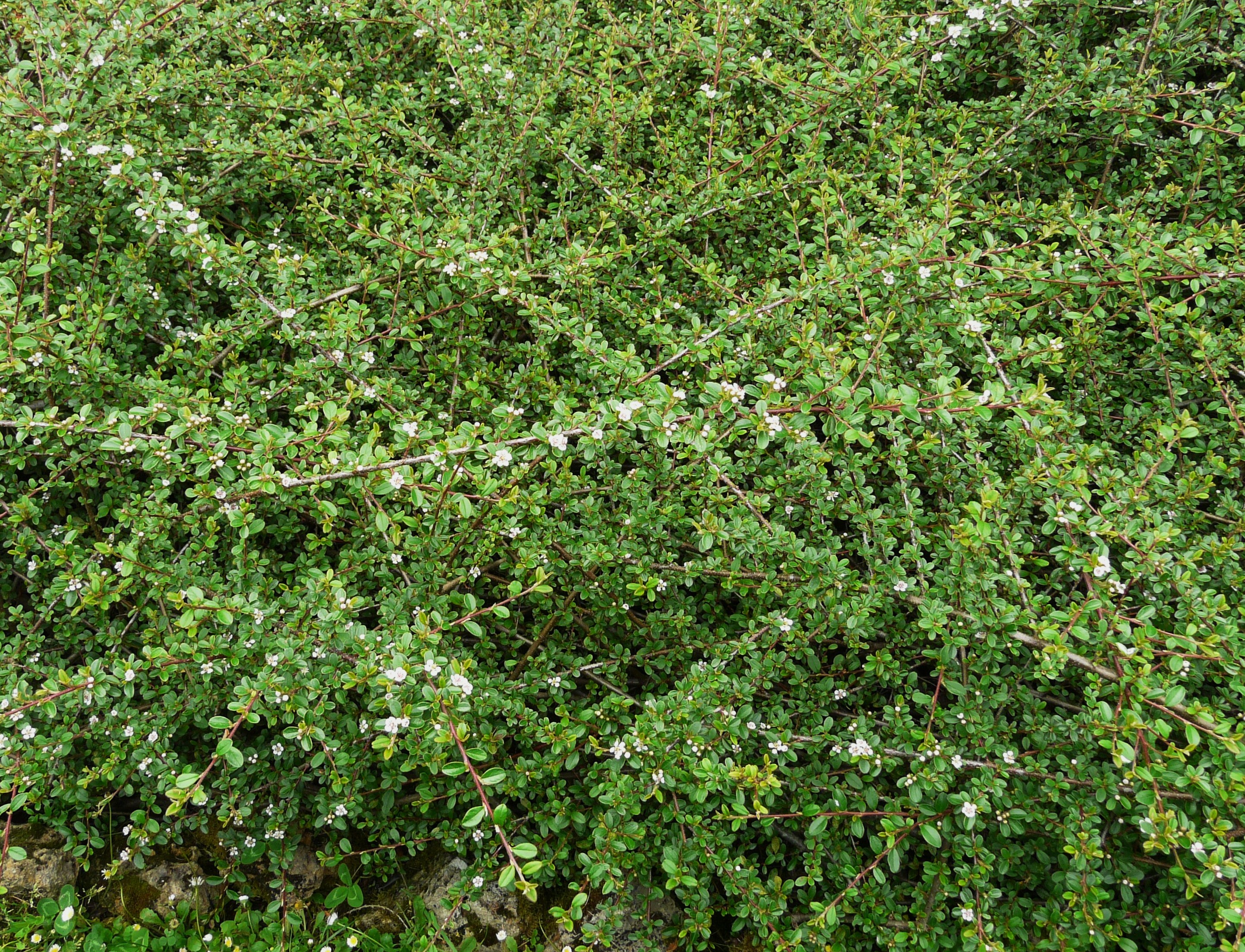
Cotoneaster dammeri

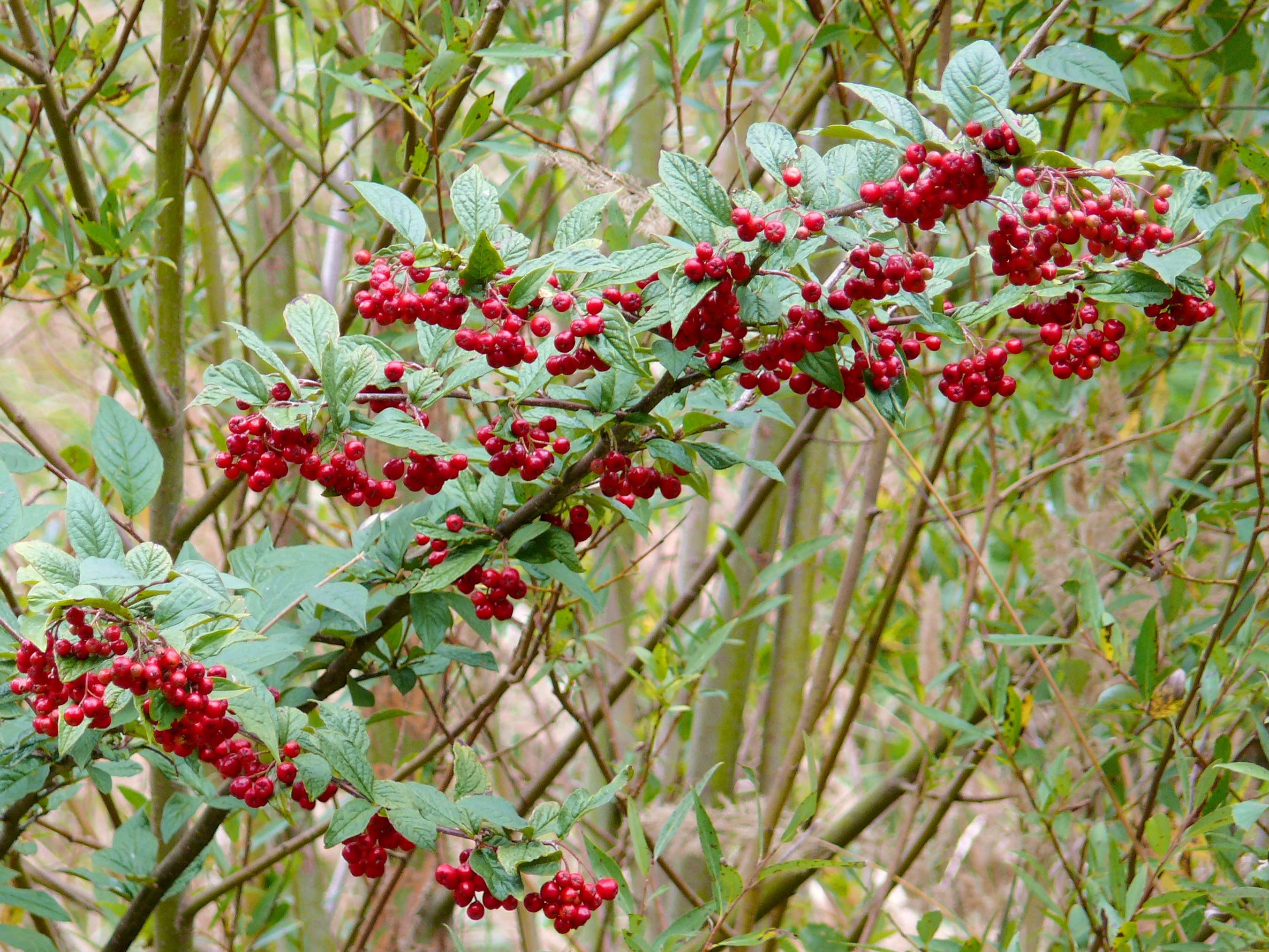
Cotoneaster bullatus

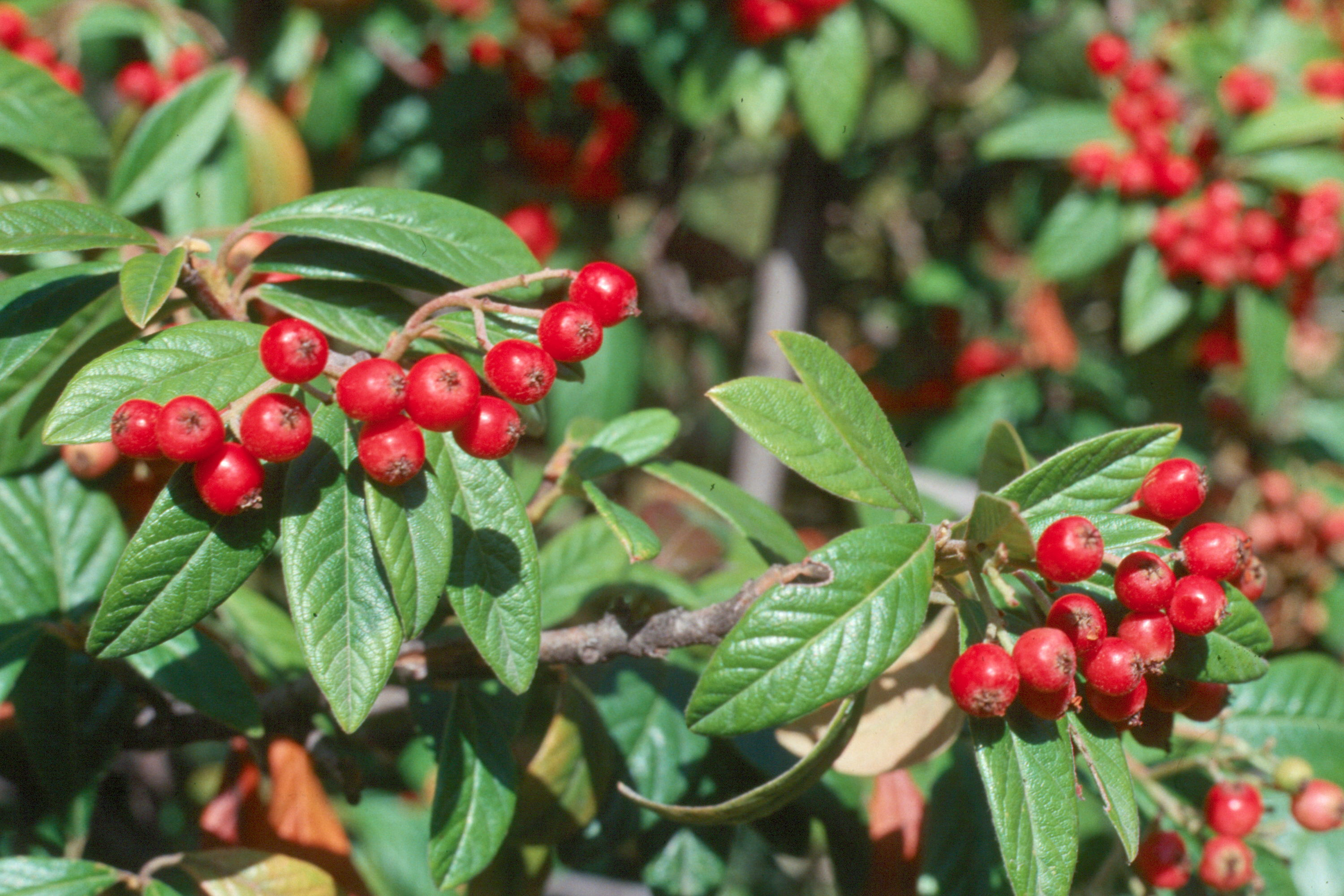
Cotoneaster x watereri

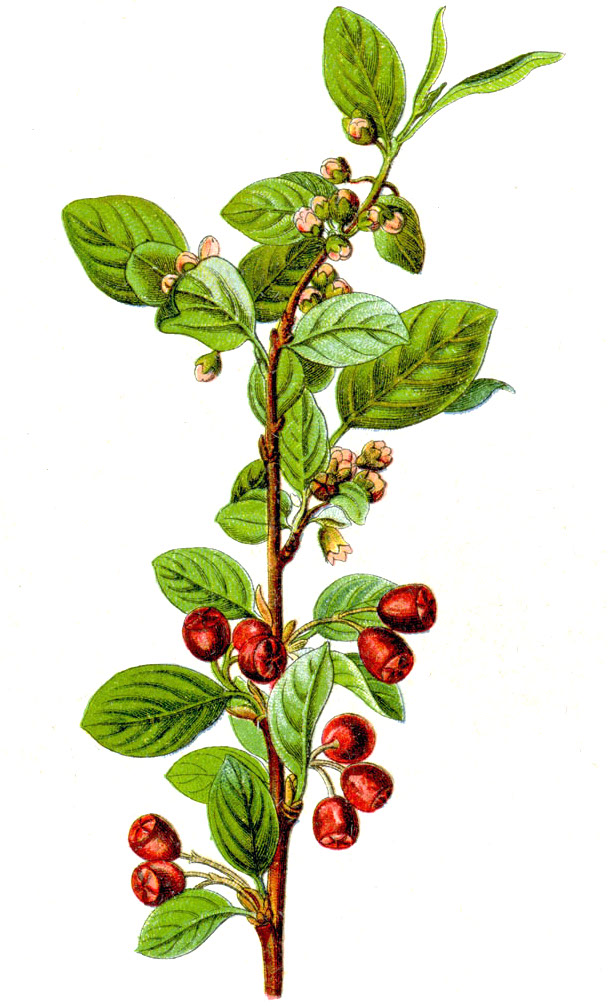
Cotoneaster integerrimus

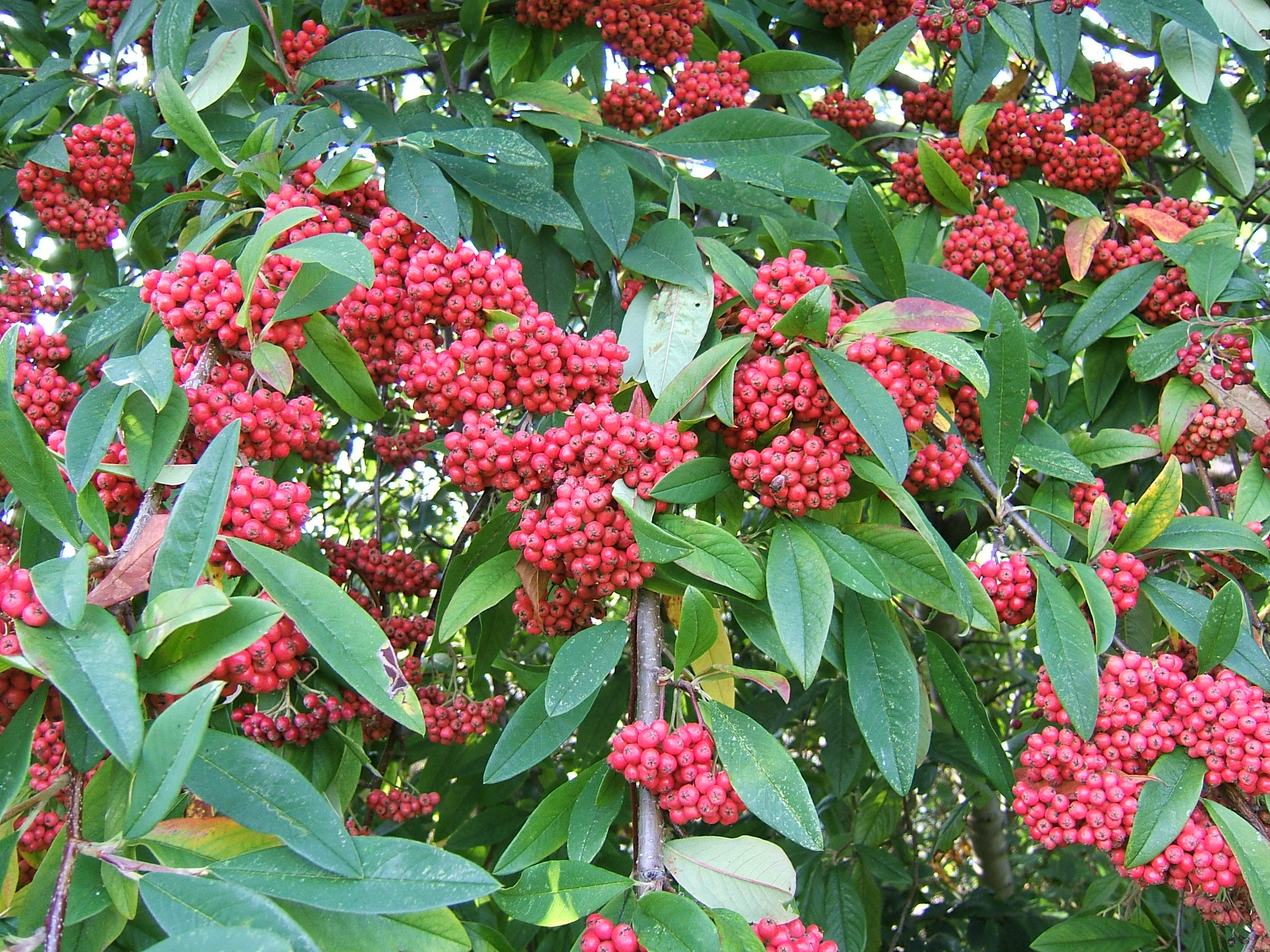
Cotoneaster frigidus

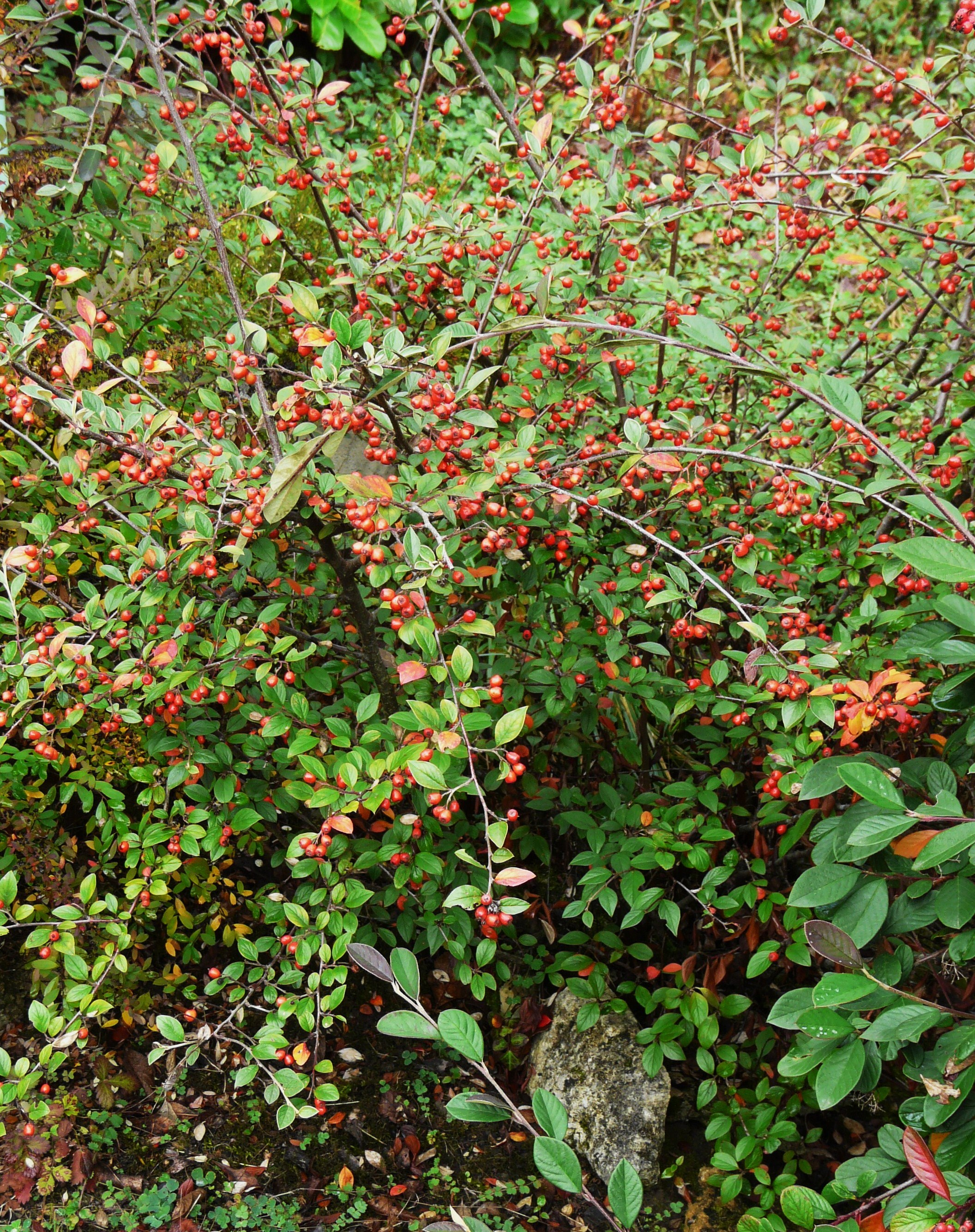
Cotoneaster franchetii

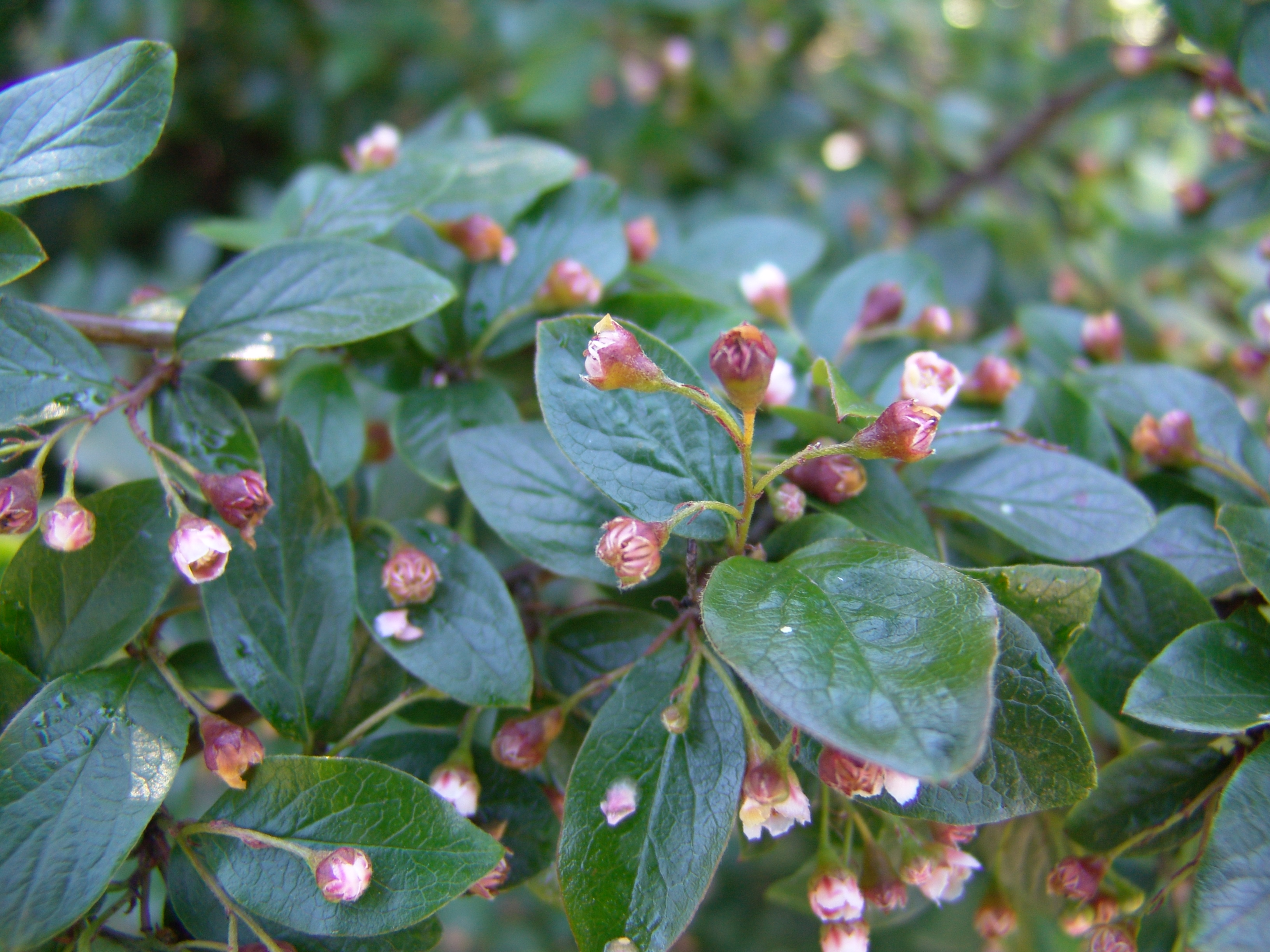
Cotoneaster lucidus

- Cotoneaster acutifolius Turcz. – pekingi madárbirs
- Cotoneaster acutiusculus Pojark.
- Cotoneaster adpressus Bois – henye madárbirs
- Cotoneaster aestivalis (Walter) Wenz.
- Cotoneaster affinis Lindl.
- Cotoneaster afghanicus G.Klotz
- Cotoneaster aitchisoni C.K.Schneid.
- Cotoneaster alashanensis J.Fryer & B.Hylmö
- Cotoneaster alatavicus Popov
- Cotoneaster alaunicus Golitsin
- Cotoneaster albokermesinus J.Fryer & B.Hylmö
- Cotoneaster allanderi J.Fryer
- Cotoneaster allochrous Pojark.
- Cotoneaster altaicus J.Fryer & B.Hylmö
- Cotoneaster ambiguus Rehder & E.H.Wilson
- Cotoneaster amoenus E.H.Wilson
- Cotoneaster amphigenus Chaten.
- Cotoneaster annapurnae J.Fryer & B.Hylmö
- Cotoneaster angustifolius Franch.
- Cotoneaster angustus (T.T.Yu) G.Klotz
- Cotoneaster antoninae Juz. & N.I.Orlova
- Cotoneaster apiculatus Rehder & E.H.Wilson
- Cotoneaster applanatus Duthie ex J.H.Veitch
- Cotoneaster arborescens Zabel.
- Cotoneaster arbusculus G.Klotz
- Cotoneaster argenteus G.Klotz
- Cotoneaster armenus Pojark.
- Cotoneaster arvernensis Gand.
- Cotoneaster ascendens Flinck & B.Hylmö
- Cotoneaster assadii Khat.
- Cotoneaster assamensis G.Klotz
- Cotoneaster astrophoros J.Fryer & E.C.Nelson
- Cotoneaster ataensis J.Fryer & B.Hylmö
- Cotoneaster atlanticus G.Klotz
- Cotoneaster atropurpureus Flinck & B.Hylmö
- Cotoneaster atrovirens J.Fryer & B.Hylmö
- Cotoneaster atuntzensis J.Fryer & B.Hylmö
- Cotoneaster auranticus J.Fryer & B.Hylmö
- Cotoneaster bacillaris Wall. ex Lindl.
- Cotoneaster baenitzii Pax
- Cotoneaster bakeri G.Klotz
- Cotoneaster balticus J.Fryer & B.Hylmö
- Cotoneaster bilokonii Grevtsova
- Cotoneaster bisramianus G.Klotz
- Cotoneaster bitahaiensis J.Fryer & B.Hylmö
- Cotoneaster blinii H.Lév.
- Cotoneaster bodinieri H.Lév.
- Cotoneaster boisianus G.Klotz - Bois's Cotoneaster
- Cotoneaster borealichinensis (Hurus.) Hurus.
- Cotoneaster borealis Petz. & G.Kirchn.
- Cotoneaster brachypodus Pojark. ex Zakirov
- Cotoneaster bradyi E.C.Nelson J.Fryer
- Cotoneaster brandisii G.Klotz
- Cotoneaster brevirameus Rehder & Wilson
- Cotoneaster brickelli J.Fryer & B.Hylmö
- Cotoneaster browiczii J.Fryer & B.Hylmö
- Cotoneaster bullatus Bois – hólyagoslevelű madárbirs
- Cotoneaster bumthangensis J.Fryer & B.Hylmö
- Cotoneaster burmanicus G.Klotz
- Cotoneaster buxifolius Wall. ex Lindl.
- Cotoneaster californicus A.Murray bis
- Cotoneaster calocarpus (Rehder & E.H.Wilson) Flinck & B.Hylmö
- Cotoneaster cambricus J.Fryer & B.Hylmö
- Cotoneaster camilli-schneideri Pojark.
- Cotoneaster campanulatus J.Fryer & B.Hylmö
- Cotoneaster canescens Vestergr. ex B.Hylmö
- Cotoneaster capsicinus J.Fryer & B.Hylmö
- Cotoneaster cardinalis J.Fryer & B.Hylmö
- Cotoneaster cashmiriensis G.Klotz
- Cotoneaster cavei G.Klotz
- Cotoneaster chaffanjonii H.Lév.
- Cotoneaster chailaricus (G.Klotz) Flinck & B.Hylmö
- Cotoneaster chengkangensis T.T.Yu
- Cotoneaster chrysobotrys Hand. - Mazz.
- Cotoneaster chulingensis J.Fryer & B.Hylmö
- Cotoneaster chungtiensis J.Fryer & B.Hylmö
- Cotoneaster cinerascens (Rehder) Flinck & B.Hylmö
- Cotoneaster cinnabarinus Juz.
- Cotoneaster coadunatus J.Fryer & B.Hylmö
- Cotoneaster coccineus Steud.
- Cotoneaster cochleatus (Franch.) G.Klotz – kasmíri madárbirs
- Cotoneaster commixtus (C.K.Schneid.) Flinck & B.Hylmö
- Cotoneaster comptus Lem.
- Cotoneaster confusus G.Klotz
- Cotoneaster congestus Baker – havasi madárbirs
- Cotoneaster conspicuus C.Marquand
- Cotoneaster convexus J.Fryer & B.Hylmö
- Cotoneaster cooperi C.Marquand
- Cotoneaster cordatus Focke
- Cotoneaster cordifolioides G.Klotz
- Cotoneaster cordifolius G.Klotz
- Cotoneaster coreanus H.Lév.
- Cotoneaster coriaceus Franch.
- Cotoneaster cornifolius Rehder & E.H.Wilson
- Cotoneaster cossineus Steud.
- Cotoneaster crenulatus (D.Don) K.Koch
- Cotoneaster creticus J.Fryer & B.Hylmö
- Cotoneaster crispii Exell
- Cotoneaster cuilus Lee ex K.Koch
- Cotoneaster cuspidatus C.Marquand ex J.Fryer
- Cotoneaster daliensis J.Fryer & B.Hylmö
- Cotoneaster dammeri C.K.Schneid. – szőnyegmadárbirs
- Cotoneaster daralagesicus Grevtsova
- Cotoneaster davidianus hort. ex Dippel
- Cotoneaster decandrus J.Fryer & B.Hylmö
- Cotoneaster declinatus J.Fryer & B.Hylmö
- Cotoneaster degenensis J.Fryer & B.Hylmö
- Cotoneaster delavayanus G.Klotz
- Cotoneaster delphinensis Chatenier
- Cotoneaster denticulatus Kunth
- Cotoneaster dielsianus E.Pritz. ex Diels
- Cotoneaster difficilis G.Klotz
- Cotoneaster discolor Pojark.
- Cotoneaster dissimilis G.Klotz
- Cotoneaster distichus Lange
- Cotoneaster divaricatus Rehder & E.H.Wilson
- Cotoneaster dojamensis J.Fryer & B.Hylmö
- Cotoneaster dokeriensis G.Klotz
- Cotoneaster drogochius J.Fryer & B.Hylmö
- Cotoneaster duthieanus (C.K.Schneid.) G.Klotz
- Cotoneaster elatus G.Klotz
- Cotoneaster elegans (Rehder & E.H.Wilson) Flinck & B.Hylmö
- Cotoneaster ellipticus (Lindl.) Loudon
- Cotoneaster emarginatus hort. ex K.Koch
- Cotoneaster emeiensis J.Fryer & B.Hylmö
- Cotoneaster encavei J.Fryer & B.Hylmö
- Cotoneaster eriocarpus hort.
- Cotoneaster erratus J.Fryer & B.Hylmö
- Cotoneaster erzincanicus J.Fryer
- Cotoneaster esfandiarii Khat.
- Cotoneaster esquirolii H.Lév.
- Cotoneaster estonicus J.Fryer & B.Hylmö
- Cotoneaster falconeri G.Klotz
- Cotoneaster fangianus T.T.Yu
- Cotoneaster farreri Klotzsch
- Cotoneaster fastigiatus J.Fryer & B.Hylmö
- Cotoneaster favargeri J.Fryer & B.Hylmö
- Cotoneaster fletcheri G.Klotz
- Cotoneaster flinckii J.Fryer & B.Hylmö
- Cotoneaster floccosus (Rehder & E.H.Wilson) Flinck & B.Hylmö
- Cotoneaster floridus J.Fryer & B.Hylmö
- Cotoneaster fontanesii Grossh.
- Cotoneaster formosanus Hayata
- Cotoneaster forrestii G.Klotz
- Cotoneaster fortunei Wenz.
- Cotoneaster foveolatus Rehder & E.H.Wilson
- Cotoneaster franchetii Bois
- Cotoneaster frigidus Wall. ex Lindl. – himalájai madárbirs
- Cotoneaster froebelii Vilm.
- Cotoneaster fruticosus J.Fryer & B.Hylmö
- Cotoneaster fulvidus (W.W.Sm.) G.Klotz
- Cotoneaster gamblei G.Klotz
- Cotoneaster ganghobaensis J.Fryer & B.Hylmö
- Cotoneaster garhwalensis G.Klotz
- Cotoneaster genitianus Hurus. ex Nakai
- Cotoneaster gesneri Kirschl.
- Cotoneaster gilgitensis G.Klotz
- Cotoneaster girardii Flinck & B.Hylmö ex G.Klotz
- Cotoneaster glabratus Rehder & E.H.Wilson
- Cotoneaster glacialis (Hook.f. ex Wenz.) Panigrahi & Arv.Kumar
- Cotoneaster glaucophyllus Franch.
- Cotoneaster globosus (Hurus.) G.Klotz
- Cotoneaster glomerulatus W.W.Sm.
- Cotoneaster goloskokovii Pojark.
- Cotoneaster gonggashanensis J.Fryer & B.Hylmö
- Cotoneaster gotlandicus B.Hylmö
- Cotoneaster gracilis Rehder & E.H.Wilson
- Cotoneaster grammontii hort. ex K.Koch
- Cotoneaster granatensis Boiss
- Cotoneaster griffithii G.Klotz
- Cotoneaster guanmenensis J.Fryer
- Cotoneaster handel-mazzettii G.Klotz
- Cotoneaster harrovianus E.H.Wilson
- Cotoneaster harrysmithii Flinck & B.Hylmö
- Cotoneaster hebephyllus Diels
- Cotoneaster hedegaardii J.Fryer & B.Hylmö
- Cotoneaster henryanus (C.K.Schneid.) Rehder & E.H.Wilson
- Cotoneaster hersianus J.Fryer & B.Hylmö
- Cotoneaster heterophyllus J.Fryer
- Cotoneaster hicksii J.Fryer & B.Hylmö
- Cotoneaster himaleiensis hort. ex Zabel
- Cotoneaster himalayensis hort. ex Lavallee
- Cotoneaster hissaricus Pojark.
- Cotoneaster hjelmqvistii Flinck & B.Hylmö
- Cotoneaster hodjingensis G.Klotz
- Cotoneaster hookeri hort. ex Zabel
- Cotoneaster hookerianus hort. ex Lavallee
- Cotoneaster horizontalis Decne. – kerti madárbirs
- Cotoneaster hsingshangensis J.Fryer & B.Hylmö
- Cotoneaster hualiensis J.Fryer & B.Hylmö
- Cotoneaster humifusus Duthie ex J.H.Veitch
- Cotoneaster humilis Donn
- Cotoneaster hummelii J.Fryer & B.Hylmö
- Cotoneaster hunanensis J.Fryer & B.Hylmö
- Cotoneaster hupehensis Rehder & E.H.Wilson
- Cotoneaster hurusawaianus G.Klotz
- Cotoneaster hylanderi B.Hylmö & J.Fryer
- Cotoneaster hymalaicus Carriere
- Cotoneaster hylmoei Flinck & J.Fryer
- Cotoneaster hypocarpus J.Fryer & B.Hylmö
- Cotoneaster ichangensis G.Klotz
- Cotoneaster ignavus E.L.Wolf
- Cotoneaster ignescens J.Fryer & B.Hylmö
- Cotoneaster ignotus G.Klotz
- Cotoneaster improvisus Klotzsch
- Cotoneaster incanus (W.W.Sm.) G.Klotz
- Cotoneaster induratus J.Fryer & B.Hylmö
- Cotoneaster inexspectus G.Klotz
- Cotoneaster insculptus Diels
- Cotoneaster insignis Pojark.
- Cotoneaster insignoides J.Fryer & B.Hylmö
- Cotoneaster insolitus G.Klotz
- Cotoneaster integerrimus Medik. – szirti madárbirs
- Cotoneaster integrifolius (Roxb.) G.Klotz
- Cotoneaster intermedius (Lecoq. & Lamotte) H.J.Coste
- Cotoneaster japonicus hort. ex Dippel
- Cotoneaster juranus Gand.
- Cotoneaster kaganensis G.Klotz
- Cotoneaster kamaoensis G.Klotz
- Cotoneaster kangtinensis G.Klotz
- Cotoneaster kansuensis G.Klotz
- Cotoneaster karatavicus Pojark.
- Cotoneaster karelicus J.Fryer & B.Hylmö
- Cotoneaster kaschkarovii Pojark.
- Cotoneaster kerstanii G.Klotz
- Cotoneaster khasiensis G.Klotz
- Cotoneaster kingdonii J.Fryer & B.Hylmö
- Cotoneaster kirgizicus Grevtsova
- Cotoneaster kitaibelii J.Fryer & B.Hylmö
- Cotoneaster klotzii J.Fryer & B.Hylmö
- Cotoneaster koizumii Hayata
- Cotoneaster kongboensis G.Klotz
- Cotoneaster konishii Hayata
- Cotoneaster kotschyi (C.K.Schneid.) G.Klotz
- Cotoneaster krasnovii Pojark.
- Cotoneaster kullensis B.Hylmö
- Cotoneaster kweitschoviensis G.Klotz
- Cotoneaster lacei Klotzsch
- Cotoneaster lacteus W.W.Sm.
- Cotoneaster laetevirens (Rehder & E.H.Wilson) G.Klotz
- Cotoneaster laevis hort. ex Steud.
- Cotoneaster lambertii G.Klotz
- Cotoneaster lamprofolius J.Fryer & B.Hylmö
- Cotoneaster lanatus hort. ex Regel
- Cotoneaster lancasteri J.Fryer & B.Hylmö
- Cotoneaster langei G.Klotz
- Cotoneaster langtangensis B.Hylmö
- Cotoneaster lanshanensis J.Fryer & B.Hylmö
- Cotoneaster latifolius J.Fryer & B.Hylmö
- Cotoneaster laxiflorus Jacq. ex Lindl.
- Cotoneaster lesliei J.Fryer & B.Hylmö
- Cotoneaster leveillei J.Fryer & B.Hylmö
- Cotoneaster lidjiangensis G.Klotz
- Cotoneaster lindleyi Steud.
- Cotoneaster linearifolius (G.Klotz) G.Klotz
- Cotoneaster logginovae Grevtsova
- Cotoneaster lomahunensis J.Fryer & B.Hylmö
- Cotoneaster lucidus Schltdl.
- Cotoneaster ludlowii G.Klotz
- Cotoneaster luristanicus G.Klotz
- Cotoneaster macrocarpus J.Fryer & B.Hylmö
- Cotoneaster magnificus J.Fryer & B.Hylmö
- Cotoneaster mairei H.Lév.
- Cotoneaster majusculus (W.W.Sm.) G.Klotz
- Cotoneaster marginatus (Loudon) Schltdl.
- Cotoneaster marquandii G.Klotz
- Cotoneaster marroninus J.Fryer & B.Hylmö
- Cotoneaster mathonnetii Gand.
- Cotoneaster matrensis Domokos - Pannon madárbirs
- Cotoneaster megalocarpus Popov
- Cotoneaster meiophyllus (W.W.Sm.) G.Klotz
- Cotoneaster melanocarpus Lodd.
- Cotoneaster melanotrichus (Franch.) G.Klotz
- Cotoneaster meuselii G.Klotz
- Cotoneaster meyeri Pojark.
- Cotoneaster microcarpus (Rehder & E.H.Wilson) Flinck & B.Hylmö
- Cotoneaster microphyllus Wall. ex Lindl. – kislevelű madárbirs
- Cotoneaster milkedandai J.Fryer & B.Hylmö
- Cotoneaster mingkwongensis G.Klotz
- Cotoneaster miniatus (Rehder & E.H.Wilson) Flinck & B.Hylmö
- Cotoneaster minimus J.Fryer & B.Hylmö
- Cotoneaster minitomentellus J.Fryer & B.Hylmö
- Cotoneaster minutus G.Klotz
- Cotoneaster mirabilis G.Klotz & Krugel
- Cotoneaster misturatus J.Fryer
- Cotoneaster mongolicus Pojark.
- Cotoneaster monopyrenus (W.W.Sm.) Flinck & B.Hylmö
- Cotoneaster montanus Lange ex Dippel
- Cotoneaster morrisonensis Hayata
- Cotoneaster morulus Pojark.
- Cotoneaster moupinensis Franch.
- Cotoneaster mucronatus Franch.
- Cotoneaster muliensis G.Klotz
- Cotoneaster multiflorus Bunge
- Cotoneaster nagaensis G.Klotz
- Cotoneaster nakai Hayata
- Cotoneaster naninitens J.Fryer & B.Hylmö
- Cotoneaster nanshan M.Vilm. ex Mottet
- Cotoneaster nantaouensis J.Fryer & B.Hylmö
- Cotoneaster nanus (G.Klotz) G.Klotz
- Cotoneaster narynensis Tkatsch. ex J.Fryer & B.Hylmö
- Cotoneaster nebrodensis (Guss.) K.Koch
- Cotoneaster nedoluzhkoi Tzvelev.
- Cotoneaster nefedovii Galushko
- Cotoneaster neo-antoninae A.N.Vassiljeva
- Cotoneaster neopopovii Czerep.
- Cotoneaster nepalensis hort. ex K.Koch
- Cotoneaster nervosus Decne
- Cotoneaster nevadensis Boiss. ex Steud.
- Cotoneaster newryensis Lemoine
- Cotoneaster niger (Wahlenb.) Fries - Fekete madárbirs
- Cotoneaster nitens Rehder & E.H.Wilson
- Cotoneaster nitidifolius Marquand
- Cotoneaster nitidus Jacques
- Cotoneaster nivalis (G.Klotz) G.Panigrahi & A.Kumar
- Cotoneaster nohelii J.Fryer & B.Hylmö
- Cotoneaster notabilis G.Klotz
- Cotoneaster nudiflorus J.Fryer & B.Hylmö
- Cotoneaster nummularioides Pojark.
- Cotoneaster nummularius Fisch. & Mey.
- Cotoneaster obovatus Osmaston
- Cotoneaster obscurus Rehder & E.H.Wilson
- Cotoneaster obtusisepalus Gand.
- Cotoneaster obtusus Wall. ex Lindl.
- Cotoneaster oliganthus Pojark.
- Cotoneaster oligocarpus C.K.Schneid.
- Cotoneaster omissus J.Fryer & B.Hylmö
- Cotoneaster orbicularis Schltdl.
- Cotoneaster orientalis (Mill.) Borbas
- Cotoneaster osmastonii G.Klotz
- Cotoneaster ottoschwarzii G.Klotz
- Cotoneaster ovatus Pojark.
- Cotoneaster pangiensis G.Klotz
- Cotoneaster pannosus Franch.
- Cotoneaster paradoxus G.Klotz
- Cotoneaster parkeri G.Klotz
- Cotoneaster parkinsonii Panigrahi & Arv.Kumar
- Cotoneaster parnassicus Boiss. & Heldr.
- Cotoneaster parvifolius (Hook.f.) Panigrahi & Arv.Kumar
- Cotoneaster peduncularis Boiss.
- Cotoneaster pekinensis (Koehne) Zabel
- Cotoneaster permutatus G.Klotz
- Cotoneaster perpusillus (C.K.Schneid.) Flinck & B.Hylmö
- Cotoneaster poluninii G.Klotz
- Cotoneaster procumbens G.Klotz
- Cotoneaster prostratus Baker
- Cotoneaster przewalskii Pojark.
- Cotoneaster pseudoambiguus J.Fryer & B.Hylmö
- Cotoneaster racemiflorus K.Koch - Fürtös vagy érdeslevelű madárbirs
- Cotoneaster radicans G.Klotz
- Cotoneaster rehderi Pojark.
- Cotoneaster reticulatus Rehder & E.H.Wilson
- Cotoneaster rhytidophyllus Rehder & E.H.Wilson
- Cotoneaster roseus Edgew.
- Cotoneaster rotundifolius Wall. ex Lindl.
- Cotoneaster rubens W.W.Sm.
- Cotoneaster salicifolius Franch.
- Cotoneaster salwinensis G.Klotz
- Cotoneaster sanbaensis J.Fryer
- Cotoneaster sandakphuensis G.Klotz
- Cotoneaster sanguineus T.T.Yu
- Cotoneaster sargentii G.Klotz
- Cotoneaster saxatilis Pojark.
- Cotoneaster saxonicus B.Hylmö
- Cotoneaster scandinavicus B.Hylmö
- Cotoneaster schantungensis G.Klotz
- Cotoneaster schlechtendalii G.Klotz
- Cotoneaster schubertii G.Klotz
- Cotoneaster serotinus Hutch.
- Cotoneaster shannanensis J.Fryer & B.Hylmö
- Cotoneaster shansiensis J.Fryer & B.Hylmö
- Cotoneaster sherriffii G.Klotz
- Cotoneaster sichuanensis Klotzsch
- Cotoneaster sikangensis J.Fryer & B.Hylmö
- Cotoneaster sikkimensis Mouill.
- Cotoneaster silvestrei Pamp.
- Cotoneaster simonsii Baker
- Cotoneaster smithii G.Klotz
- Cotoneaster soczavianus Pojark.
- Cotoneaster soongoricus (Regel & Herder) Popov
- Cotoneaster sordidus G.Klotz
- Cotoneaster soulieanus G.Klotz
- Cotoneaster spathulatus (Michx.) Wenz.
- Cotoneaster splendens Flinck & B.Hylmö
- Cotoneaster spongbergii J.Fryer & B.Hylmö
- Cotoneaster staintonii G.Klotz
- Cotoneaster sternianus (Turrill) Boom
- Cotoneaster stracheyi Klotzsch
- Cotoneaster strigosus G.Klotz
- Cotoneaster suavis Pojark.
- Cotoneaster subacutus Pojark.
- Cotoneaster subadpressus T.T.Yu
- Cotoneaster subalpinus G.Klotz
- Cotoneaster submultiflorus Popov
- Cotoneaster suboblongus Gand.
- Cotoneaster subuniflorus (Kitam.) G.Klotz
- Cotoneaster suecicus G.Klotz
- Cotoneaster svenhedinii J.Fryer & B.Hylmö
- Cotoneaster taitoensis Hayata
- Cotoneaster taiwanensis J.Fryer & B.Hylmö
- Cotoneaster takpoensis G.Klotz
- Cotoneaster taksangensis J.Fryer & B.Hylmö
- Cotoneaster talgaricus Popov
- Cotoneaster tanpaensis J.Fryer & B.Hylmö
- Cotoneaster taoensis G.Klotz
- Cotoneaster tardiflorus J.Fryer & B.Hylmö
- Cotoneaster tauricus Pojark.
- Cotoneaster taylorii T.T.Yu
- Cotoneaster tebbutus J.Fryer & B.Hylmö
- Cotoneaster teijiashanensis J.Fryer & B.Hylmö
- Cotoneaster tengyuehensis J.Fryer & B.Hylmö
- Cotoneaster tenuipes Rehder & E.H.Wilson
- Cotoneaster thimphuensis J.Fryer & B.Hylmö
- Cotoneaster thymifolius Wall. ex Lindl.
- Cotoneaster tibeticus G.Klotz
- Cotoneaster tjuliniae Pojark. ex Peschkova
- Cotoneaster tkatschenkoi Grovtsova
- Cotoneaster tomentellus Pojark.
- Cotoneaster tomentosus Lindl.[1] - Molyhos vagy nagylevelű madárbirs
- Cotoneaster transcaucasicus Pojark.
- Cotoneaster transens G.Klotz
- Cotoneaster trinervis J.Fryer & B.Hylmö
- Cotoneaster tsarongensis J.Fryer & B.Hylmö
- Cotoneaster tumeticus Pojark.
- Cotoneaster turbinatus Craib
- Cotoneaster turcomanicus Pojark.
- Cotoneaster tytthocarpus Pojark.
- Cotoneaster undulatus J.Fryer & B.Hylmö
- Cotoneaster uniflorus Bunge
- Cotoneaster uralensis J.Fryer & B.Hylmö
- Cotoneaster uva-ursi G.Don
- Cotoneaster uva-ursinus (Lindl.) J.Fryer & B.Hylmö
- Cotoneaster uzbezicus Grevtsova
- Cotoneaster vandelaarii J.Fryer & B.Hylmö
- Cotoneaster veitchii (Rehder & E.H.Wilson) G.Klotz
- Cotoneaster vernae C.K.Schneid.
- Cotoneaster verokotschyi J.Fryer & B.Hylmö
- Cotoneaster verruculosus Diels
- Cotoneaster vestitus (W.W.Sm.) Flinck & B.Hylmö
- Cotoneaster victorianus J.Fryer & B.Hylmö
- Cotoneaster villosulus (Rehder & E.H.Wilson) Flinck & B.Hylmö
- Cotoneaster vilmorinianus G.Klotz
- Cotoneaster virgatus G.Klotz
- Cotoneaster vulgaris Hook.f.
- Cotoneaster wallichianus G.Klotz
- Cotoneaster wanbooyensis J.Fryer & B.Hylmö
- Cotoneaster wardii W.W.Sm.
- Cotoneaster washanensis J.Fryer & B.Hylmö
- Cotoneaster wattii G.Klotz
- Cotoneaster wilsonii Nakai
- Cotoneaster yakuticus J.Fryer & B.Hylmö
- Cotoneaster yalungensis J.Fryer & B.Hylmö
- Cotoneaster yuii J.Fryer & B.Hylmö
- Cotoneaster yulingkongensis J.Fryer & B.Hylmö
- Cotoneaster yulongensis J.Fryer & B.Hylmö
- Cotoneaster zabelii C.K.Schneid.
- Cotoneaster zaprjagaevae Grevtsova
- Cotoneaster zayulensis G.Klotz
- Cotoneaster zeilingskii B.Hylmö
- Cotoneaster zeravschanicus Pojark.
- Cotoneaster zimmermannii J.Fryer & B.Hylmö